# El País

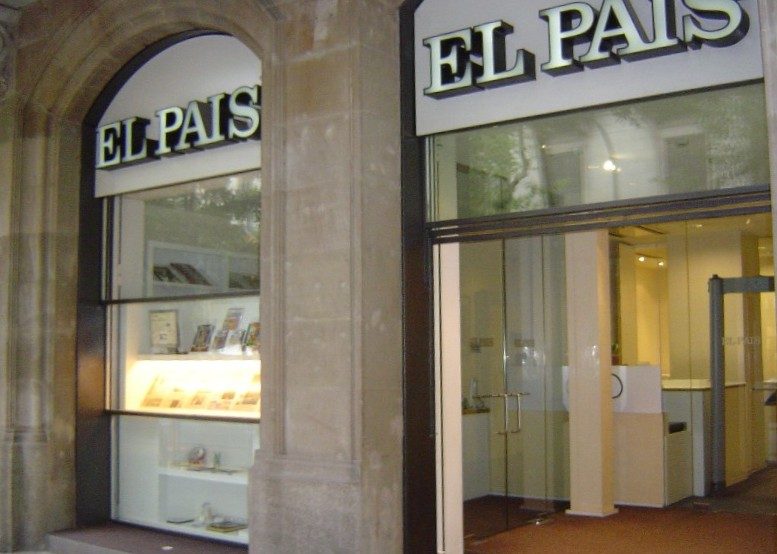
Oficinas de El País en Barcelona.

El País es un periódico español fundado en 1976. Se redacta en español, aunque también publica contenidos en catalán (por ejemplo, el suplemento Quadern), inglés y portugués. Tiene su sede social y redacción central en Madrid, y cuenta con delegaciones en otras ciudades de España (Barcelona, Valencia, Sevilla, Bilbao y Algeciras), desde las que edita diferentes ediciones territoriales, así como en Ciudad de México y São Paulo, Brasil. Las plantas de impresión están ubicadas en Madrid, Barcelona, Valencia, Sevilla, La Coruña, Las Palmas de Gran Canaria, Burgos y Palma de Mallorca.
En los últimos datos del Estudio General de Medios, que recoge datos del Q2 de 2024, El País alcanzó 758 000 lectores diarios en su edición impresa. Su tirada es de 52 024 ejemplares a 2024, y su edición digital es el quinto periódico digital en español más consultado del mundo, alcanzando 14 506 583 lectores únicos en septiembre de 2024 según datos de Comscore.
En 2011, Prisa —también propietario de la Cadena SER (radio), Cinco Días (prensa económica), Grupo Santillana, As (prensa deportiva), Los 40, entre otros medios—, al que pertenece el diario El País, registró las mayores pérdidas de su historia, de 451 millones de euros, una cifra seis veces mayor que la recogida en el año 2010. Debido a ello, el 57% de las participaciones fueron traspasadas al conglomerado Liberty Acquisition Holdings.
No es el primer periódico en llamarse El País que existió en España. Hubo otro, fundado en 1887 y clausurado en 1921, con un logotipo muy similar, con letras egipcias y escrito en mayúsculas.

## Historia
El País fue fundado por José Ortega Spottorno, después de un largo y complejo proceso que se inició a principios de 1972. En mayo de 1973 presentó solicitud ante el Ministerio de Información y Turismo, estando tan avanzado el proyecto que ya se había adquirido la maquinaria de impresión y contaban con numerosos accionistas, entre los que estaban sobre todo, profesionales, funcionarios del Estado, empresarios y un grupo de 43 catedráticos de la Universidad española. Era un heterogéneo grupo de personalidades procedentes de la oposición moderada y del ala aperturista del Régimen, tales como Fernando María Castiella, Joaquín Ruiz-Giménez, Manuel Fraga Iribarne, José María de Areilza, Pedro Laín Entralgo, Julián Marías, Pío Cabanillas, Mercedes Formica, Ramón Tamames, Juan de Arespacochaga, Antonio Gallego Morell, Fernando Chueca Goitia y Nicolás María Urguiti, entre otros.
Entre estos participantes iniciales, se encontraba Jesús de Polanco, al que los conflictos entre accionistas llevaron a ser nombrado consejero delegado y posteriormente acabar como primer accionista y presidente de Prisa, la editora del periódico.
Aunque la voluntad era publicarlo lo antes posible, la resolución del expediente administrativo fue demorándose por los recelos que ocasionaba en el Gobierno una iniciativa que proclamaba que «la democracia es, simplemente, buena información». En enero de 1975, gracias a activas gestiones de Manuel Fraga, se conseguía la autorización administrativa. pero aún se demoró su primer número hasta el 4 de mayo de 1976, cinco meses tras la muerte de Franco, cuando comenzaba la transición española. El diario fue diseñado por Reinhard Gade y Julio Alonso. Fue el primer periódico de clara vocación democrática en un contexto en el que el resto de periódicos españoles habían tenido un largo historial en los tiempos del franquismo y vino a ocupar el vacío existente, convirtiéndose, junto con Diario 16, en el periódico de la España democrática, en unos momentos en que el paso del franquismo a la democracia estaba todavía en pleno desarrollo. Su primer director (hasta 1988) fue Juan Luis Cebrián, que venía del diario Informaciones, y que había trabajado en el Diario Pueblo, órgano de los sindicatos verticales franquistas, y en 1974 fue nombrado director de los Servicios Informativos de la RTVE franquista. En un contexto de convulsión política durante la Transición española, la sede del periódico sufrió un atentado el 30 de octubre de 1978. La explosión acabó con la vida de Andrés Fraguas, conserje de 19 años, e hirió a otros dos trabajadores. El día siguiente se aprobaba en las Cortes el texto definitivo de la Constitución Española.
Fue con motivo del golpe de Estado del 23-F del teniente coronel de la Guardia Civil Antonio Tejero cuando El País se consagró como un referente de la España democrática. En plena incertidumbre durante la noche del 23 de febrero de 1981, con el Gobierno y todos los diputados secuestrados en el Congreso, con los tanques del ejército ocupando las calles de Valencia, y antes de que Televisión Española pudiese emitir el mensaje institucional del rey Juan Carlos I condenando el golpe, El País sacó a la calle una edición especial del periódico titulada «El País, con la Constitución». Fue el primer diario que salió a la calle aquella noche posicionándose claramente, y llamando a los ciudadanos a manifestarse en favor de la democracia.
Fue muy comentado en medios periodísticos que el entonces director de El País, Juan Luis Cebrián, llamó por teléfono al entonces director de Diario 16, Pedro J. Ramírez, para proponerle que ambos periódicos elaboraran una publicación conjunta en defensa de la democracia, y Ramírez se negó alegando que prefería esperar unas horas. El entonces director de El País Juan Luis Cebrián, en el libro coordinado por Santos Juliá, Javier Pradera y Joaquín Prieto Memoria de la Transición (Madrid, Taurus, 1996) explica que llamó la tarde del 23-F a Pedro J. Ramírez, quien dirigía Diario 16, para preguntarle qué iba a hacer y le respondió que nada, a lo que Cebrián le comentó que pensaban lanzar una edición en apoyo de la democracia y le pidió a Pedro J. que su periódico publicara un número de similares características, pero Pedro J. le contestó que carecían de los medios materiales para poder hacerlo, a lo que Cebrián le replicó que en realidad lo que tenía era miedo, basándose en lo que define como su «resistencia» y sus vacilaciones. La conversación, que califica como «forcejeo verbal», se prolongó durante algunos minutos y fue presenciada por Eduardo San Martín, desde cuyo despacho Cebrián estaba telefoneando. La llamada finalizó, según Juan Luis Cebrián, sin que Pedro J. Ramírez se hubiera comprometido a que Diario 16 sacara esa edición simbólica de condena al golpe y apoyo a la democracia.
En el libro de Ricardo Cid Cañaveral, Todos al suelo: la conspiración y el golpe, periodistas como el propio autor del libro, José Ángel Esteban, Fernando Jáuregui, Rosa León, José Luis Martínez o Juan Van Den Eynde confirmaron la existencia de aquella conversación. En el libro se ofrecía, asimismo, la versión de Pedro J. Ramírez, que declaraba que Diario 16 sí quería sacar a la calle esa edición extraordinaria, pero que la tecnología de sus rotativas les impedía lanzar la edición antes de las 23:30 de la noche. Diario 16 no salió a la calle hasta el mensaje televisivo del rey esa misma noche.
Posteriormente, el triunfo por mayoría absoluta del PSOE en las elecciones de 1982 y el abierto apoyo de El País al Gobierno de Felipe González,[cita requerida] facilitaron que el periódico se consolidara, durante la década de 1980, como líder de la prensa española. En 1983 recibió el Premio Príncipe de Asturias de Comunicación y Humanidades por «la amplitud y capacidad interpretativa de sus informaciones y comentarios, la alta calidad de sus trabajos culturales, la defensa decidida y constante de la Democracia y la Libertad, y su destacada presencia internacional».
El País fue el primer periódico de España en establecer normas internas de control de calidad. Asimismo, fue el primer diario español en crear la figura del «Defensor del lector» (equivalente al Press Ombudsman anglosajón) y en redactar y publicar un Libro de estilo que se convirtió en referencia, en el mundo del periodismo. El País también estableció varios acuerdos de colaboración con otros periódicos europeos de línea socialdemócrata. Así, en 1989, El País participó en la creación de una red común de recursos informativos con La Repubblica (Italia) y Le Monde (Francia). Desde octubre de 2001 se incluye un suplemento de El País en inglés en la versión española del International New York Times.
A partir de la década de 1990, desde el entorno del Partido Popular y de los medios de comunicación afines ideológicamente a ese partido, se ha acusado a El País y al resto de medios propiedad de Prisa junto con Sogecable de apoyar los intereses del PSOE. A pesar de ello, El País logró mantener su liderazgo como diario generalista más vendido de España, aunque a menor distancia de El Mundo.
Durante los Gobiernos de José Luis Rodríguez Zapatero El País, periódico tradicionalmente considerado como partidario del PSOE, publicó cada vez más artículos críticos u opuestos a las políticas del gobierno de Zapatero. Esta situación abrió nuevos espacios en la prensa de izquierda y extrema izquierda de España, como fue la aparición del diario Público o posteriormente ElDiario.es.
El 26 de noviembre de 2013, El País lanzó su edición en línea en portugués –la primera en otro idioma– para el público brasileño, y el 1 de octubre de 2014 su web fue remodelada.
El 4 de marzo de 2016, cerca de cumplirse cuarenta años de la fundación de El País, el director, Antonio Caño, anunció su inminente transformación en «un diario esencialmente digital», augurando incluso la futura desaparición de la edición impresa debido a que «el trasvase de lectores del papel al digital es constante» y que «el hábito de la compra del periódico en el quiosco ha quedado reducido a una minoría», si bien aseguró que el diario se seguiría publicando en papel «durante todo el tiempo que sea posible».
El 12 de mayo de 2018, El País anunció la creación de la corresponsalía de género, cuya titular sería Pilar Álvarez y desde 2022 Isabel Valdés. El objetivo era «planificar y mejorar la cobertura... sobre los temas relacionados con la igualdad y la mujer».

## Equipo directivo
| Responsable                                 | Área                                               |
| ------------------------------------------- | -------------------------------------------------- |
| Joseph Marie Oughourlian                    | Presidente                                         |
| Pilar Gil Miguel                            | Consejera delegada                                 |
| Jan Martínez Ahrens                         | Dirección                                          |
| Lucía González González                     | Subdirección                                       |
| Borja Echevarría de la Gándara              | Dirección adjunta                                  |
| Claudi Pérez                                | Dirección adjunta                                  |
| –                                           | Dirección de América                               |
| Miquel Noguer Bau                           | Dirección de Cataluña                              |
| Francisco Javier Rodríguez Marcos (Opinión) | Subdirección                                       |
| Luis Barbero                                | Subdirección                                       |
| Cristina Delgado                            | Subdirección                                       |
| Ricardo de Querol Alcaraz                   | Subdirección                                       |
| Javier Lafuente                             | Subdirección                                       |
| María Isabel Marín Yarza                    | Subdirección                                       |
| José Manuel Romero-Salazar Pérez-Cejuela    | Subdirección                                       |
| Paloma Bravo Aguilar                        | Dirección de Comunicación                          |
| Inmaculada Carretero Castaño                | Jefatura de Nacional                               |
| Lucía Abellán Hernández                     | Redactora jefa de Internacional                    |
| Pablo Guimón                                | Redactor jefe de Sociedad                          |
| Jesús Sérvulo González                      | Redactor jefe de Economía y Suplemento de Negocios |
| Nadia Tronchoni                             | Redactora jefa de Deportes                         |
| Luis Gómez Arrojo                           | Redactor jefe de Madrid                            |
| Guillermo Altares Lucendo                   | Redactor jefe de Cultura, Babelia y Televisión     |
| Miriam Hernanz                              | Redactora jefa de Vídeo y Multimedia               |
| Belinda Saile                               | Redactora jefa de El País Semanal                  |

## Directores
| Director                     | Inicio                  | Fin                     |
| ---------------------------- | ----------------------- | ----------------------- |
| Juan Luis Cebrián Echarri    | 4 de mayo de 1976       | 20 de octubre de 1988   |
| Joaquín Estefanía Moreira    | 20 de octubre de 1988   | 18 de noviembre de 1993 |
| Jesús Ceberio Galardi        | 18 de noviembre de 1993 | 4 de mayo de 2006       |
| Javier Moreno Barber         | 4 de mayo de 2006       | 4 de mayo de 2014       |
| Antonio Caño Barranco        | 4 de mayo de 2014       | 10 de junio de 2018     |
| Soledad Gallego-Díaz Fajardo | 10 de junio de 2018     | 18 de junio de 2020     |
| Javier Moreno Barber         | 18 de junio de 2020     | 3 de agosto de 2021     |
| María José Bueno Márquez     | 3 de agosto de 2021     | 6 de junio de 2025      |
| Jan Martínez Ahrens          | 6 de junio de 2025      | presente                |

El País ha tenido ocho directores desde su fundación en 1976. En junio de 2025, Jan Martínez Ahrens fue elegido para sustituir a Pepa Bueno en la dirección del diario.

## Aspectos formales

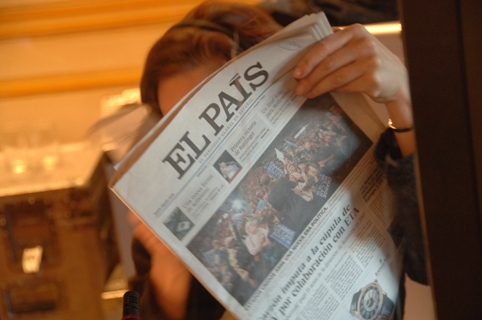
Ejemplar de El País.

En el aspecto formal, El País se caracteriza por su sobriedad expresiva, tanto en el tratamiento de la información como en lo estético: páginas a cinco columnas en las que predomina el orden y la clara distribución de los distintos subgéneros periodísticos. La fotografía y la infografía cumplen un papel secundario, de mero apoyo a la información escrita. Desde su fundación hasta finales de 2007 ha mantenido el mismo diseño, sin apenas evolución (con uso exclusivo de fotografías en blanco y negro, aunque en la actualidad ha aceptado el color y formas más imaginativas, fundamentalmente en los diversos suplementos), y su misma tipografía: la Times New Roman.
El 21 de octubre de 2007 El País llevó a cabo una renovación de su formato y contenidos, incluyendo toda una serie de reformas que afectan tanto a la edición impresa como a su versión digital en Internet, y sustituyó su histórico lema «Diario independiente de la mañana» por el de «El periódico global en español». Otros cambios notables en esta renovación son la inclusión de la tilde en su título de cabecera y la sustitución de la tipografía Times New Roman por la Majerit. El logotipo del periódico desde su fundación utiliza la fuente Clarendon.

## Edición electrónica
El 4 de mayo de 1996, El País se convirtió en el segundo periódico de España (después del periódico en catalán Avui) en ofrecer una edición electrónica en Internet, El País Digital. También fue el primer periódico español que, el 18 de noviembre de 2002, impuso el sistema de pago para acceder a los contenidos informativos de su edición digital, lo que se tradujo en una disminución drástica de sus visitas, en tanto que la edición digital de El Mundo, que mantenía un acceso abierto aunque no completo a los contenidos del periódico, se hacía con el liderazgo de la prensa digital española. Antes de tomar esta decisión, El País Digital fue suspendido en 2002 del control de la Oficina de Justificación de la Difusión (OJD) durante cuatro meses por la comisión de dos faltas graves. El 3 de junio de 2005 El País volvió a abrir el contenido del diario gratuitamente, dejando básicamente a los suscriptores el acceso a algunos suplementos, contenidos multimedia y a las versiones en PDF (hemeroteca).
Desde el 1 de mayo de 2020 su web permitía visualizar solo titulares y había que pagar subscripción para ver el contenido de sus artículos. Pero esa política fue revocada y hoy quedan bajo muro de pago algunos artículos, mayormente de opinión.
A mediados de febrero de 2021, el periódico informó a sus lectores de que sería «100 % digital» a partir del 16 de febrero de 2021 y que su versión impresa dejaría de distribuirse en Europa (a excepción de España).
Según el Estudio General de Medios del segundo trimestre de 2024, la versión digital, se posicionó como el quinto periódico digital en español más consultado del mundo, con 14 506 583 lectores únicos en septiembre de 2024, según datos de Comscore.

## Suplementos

### Suplementos semanales
- Los sábados:
  - Babelia, suplemento cultural especializado en literatura.
  - El Viajero, suplemento de viajes.
- Los domingos:
  - El País Semanal, anteriormente también llamada EP[S], revista sobre moda, reportajes y artículos de opinión. Circula desde el 3 de octubre de 1976.
  - Ideas, suplemento con análisis de la actualidad en profundidad y entrevistas.
  - Negocios, suplemento salmón de contenido económico.

### Suplementos mensuales
- Motor, suplemento sobre el mundo de los automóviles, sale el primer sábado de cada mes y circula desde abril de 2006.
- ICON, revista de moda dirigida al hombre, sale el primer sábado de cada mes y circula desde noviembre de 2013.
- S Moda, revista de moda dirigida principalmente al público femenino, a la que se puede acceder también desde la red. Sale el tercer sábado de cada mes.

### Suplementos territoriales
- Andalucía (1995)
- Cataluña
- Comunidad Valenciana (1995)
- Galicia
- Madrid (1993)
- País Vasco (1997)

Además, saca de lunes a sábado una edición en inglés (ocho páginas) dirigida a los extranjeros residentes en España.
Junto con El País también se distribuyen una serie de ediciones extra, por ejemplo, Rusia Hoy, publicación mensual de la revista gubernamental rusa Rossíiskaya Gazeta.

### Suplementos que ya no son publicados
- El Pequeño País, suplemento infantil suspendido en 2009.
- Ocio, suplemento de los viernes sobre actividades culturales.
- Ciberpaís, suplemento de los jueves sobre informática y electrónica; dejó de salir en septiembre de 2010 y el periódico pasó a tener una sección permanente diaria sobre estos temas: Tecnología.
- El País de las Tentaciones, suplemento adolescente y juvenil de los viernes, publicado entre 2003 y 2011 como EP[3] y migrado a Internet en septiembre de 2011.[56]
- Tierra, suplemento sobre medio ambiente, salía el tercer sábado de cada mes.

A lo largo de su historia, ha editado también varios coleccionables de fascículos:
- Cómics clásicos y modernos (1987).

## Ideología
En su fundación, fue definido como un periódico independiente, de calidad, con vocación europea y defensor de la democracia pluralista, siendo tenido por referente tanto de la izquierda como del centro-izquierda. El País ha mostrado una línea editorial cercana al PSOE, con tendencias socialdemócratas.
El País ha sido crítico con el socialismo del siglo XXI, Hugo Chávez y otros gobiernos de izquierda latinoamericanos de principios del siglo XXI por considerarlos «autoritarios, populistas y económicamente insostenibles». También se ha mostrado crítico con el gobierno del presidente ruso Vladímir Putin y defendió que el entonces presidente de los Estados Unidos, Barack Obama, interviniese en la guerra de Siria contra el gobierno sirio de Bashar al-Ásad por el supuesto empleo de armas químicas contra su propio pueblo, lo que le valió al diario la crítica de algunas personalidades tanto de la izquierda como de la izquierda radical. Ello, sumado a los sucesivos cambios de accionariado, ha llevado a que El País sea señalado por medios como ElDiario.es o Público, así como por personalidades políticas como Pablo Iglesias, de estar trazando una nueva línea editorial hacia posiciones más afines a la derecha.

## Críticas
Profesionales de la información, vinculados a medios competidores en el espectro político de izquierdas, han criticado prácticas corrientes de ética dudosa como la censura, la construcción de titulares que no corresponden a la noticia, sacrificar la objetividad en la información a sus intereses empresariales, y últimamente se ha señalado su dependencia de los bancos a causa de la enorme deuda acumulada por Prisa. El escritor y ensayista Manuel García-Viñó ha destacado su manipulación mercantilista de la cultura en su libro El País: La cultura como negocio.
En 1990 las críticas a la corrupción del hermano del número dos del PSOE, Alfonso Guerra en Sevilla por parte de los humoristas gráficos Gallego & Rey concluyó con su salida del periódico por considerar que se les estaba marginando en dicho medio. En 1994, El Mundo publicó que empresas cercanas al Prisa como Eductrade S. A. se beneficiaron de las reformas educativas del PSOE vendiendo material informático al Ministerio de Educación español, algo negado por El País.
Juan Luis Cebrián, antiguo director de El País, fue el único en denunciar a la prensa y despedir al periodista Ignacio Escolar de la Cadena SER por indicar que Cebrián estuvo casado con una mujer que tenía una cuenta opaca en Panamá (véase Papeles de Panamá).

### Difusión de información falsa
En septiembre de 2019, el defensor del lector de El País, Carlos Yárnoz, publicó un artículo comunicando que siete meses antes, en febrero, se había utilizado información falsa en un editorial, sin que se hubiese corregido posteriormente. 
En concreto, en dicho artículo de opinión se hablaba de que el gobierno de Venezuela había quemado camiones de ayuda humanitaria destinada al país. Sin embargo, Yárnoz confirmaba, siguiendo a las fuentes del New York Times, que los camiones habían sido destruidos por manifestantes no afines al régimen. Tras la denuncia, El País eliminó la frase del editorial de ese día aún disponible en su web, al que le añadió una fe de erratas desmintiendo lo publicado inicialmente.

### Críticas al cirujano Pedro Cavadas
Antes de la declaración del estado de alarma por la pandemia de coronavirus de 2020 en España, Pedro Cavadas, cirujano valenciano, declaró en una entrevista en el programa Espejo público que el virus era muy peligroso por su alta capacidad de transmisión y que el gobierno chino había mentido. Ante estas declaraciones, el diario publicó un artículo crítico en el que lo calificaba de «alarmista». Concretamente, en el artículo, tanto el articulista como Carolina Moreno (experta en información científica y sanitaria) indicaban que Cavadas no tenía formación como epidemiólogo y no contaba con información directa sobre los hechos. Algunas publicaciones criticaron la falta de equidad a la hora de valorar las declaraciones del médico.

### Despido de Fernando Savater
En enero de 2024 el filósofo Fernando Savater fue despedido del periódico, en el que publicaba una columna semanal y con el que colaboraba desde su fundación en 1976, por verter críticas contra el diario en su último libro. 

### Despido de Juan Luis Cebrián
En abril de 2024, Juan Luis Cebrián, primer director del periódico y posteriormente consejero delegado y presidente ejecutivo de Prisa hasta mayo de 2018 y que desde esa fecha ostentaba el cargo de presidente de honor de El País, se sumó a la nómina de periodistas de The Objetive, hecho que provocó su despido por incumplimiento de contrato y por según Prisa Media “no solicitar la autorización preceptiva para colaborar en otro medio de comunicación”. Tras esto, Cebrián anunció que llevaría al periódico a los tribunales por su despido, insinuando que su salida respondía a razones ideológicas y añadió que seguiría enviando a El País el artículo de opinión semanal que publicaba el diario hasta entonces.